# Piotrowice (powiat Legnicki)

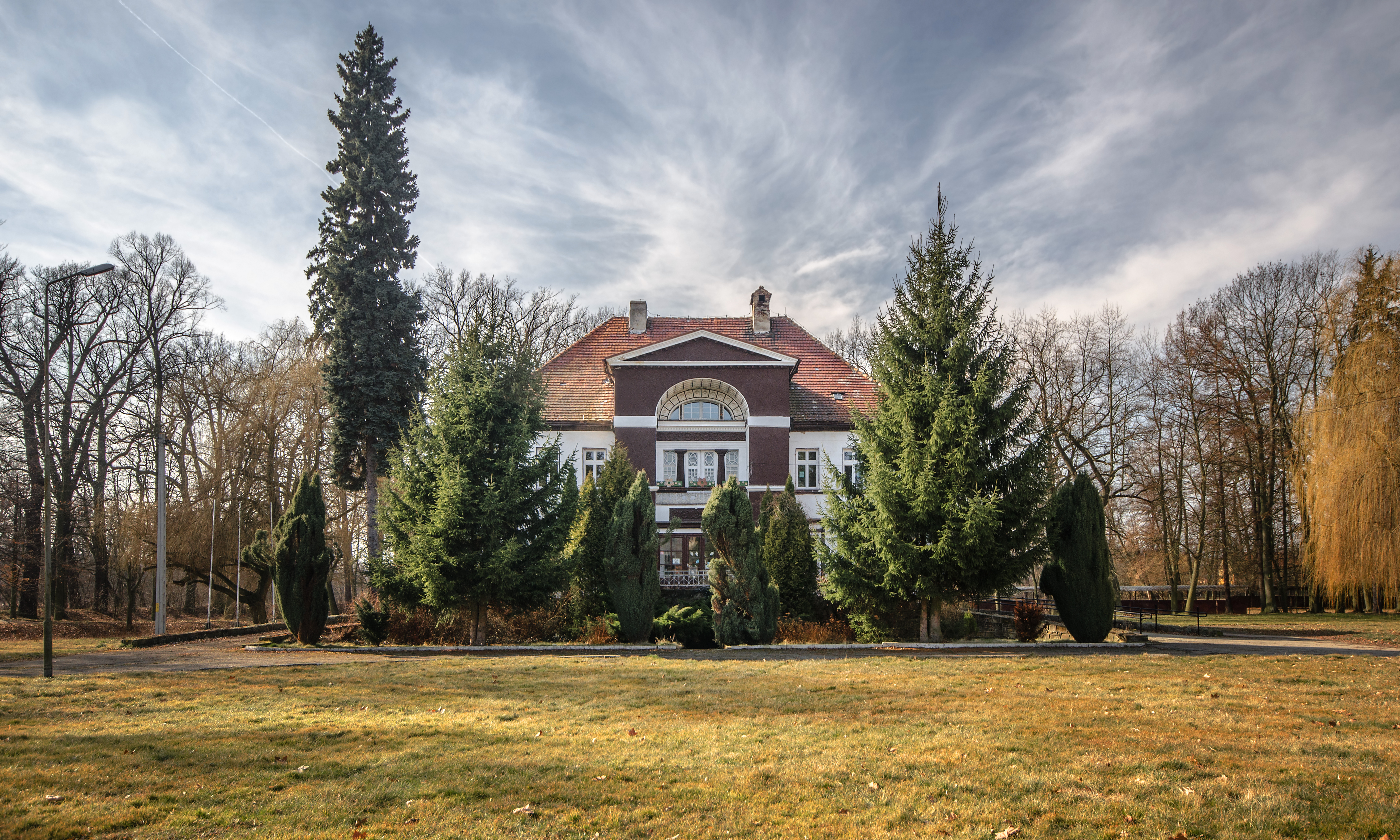

Piotrowice (Duits: Petersdorf) is een dorp in de Poolse woiwodschap Neder-Silezië. De plaats maakt deel uit van de gemeente Chojnów.